# 北里大学保健衛生専門学院
北里大学保健衛生専門学院（きたさとだいがくほけんえいせいせんもんがくいん）とは、新潟県南魚沼市にある私立専門学校である。

## 沿革
- 1982年 北里大学附属北里保健衛生学院（医療専門課程：臨床検査技師養成科）として開校。
- 1984年 栄養専門課程：栄養科が増設される。2学科となる。
- 1994年 北里大学保健衛生専門学院に名称変更。看護専門課程：看護科が増設される。
- 1995年 3月 卒業生に専門士の称号が授与されるようになる。
- 1996年 栄養科を臨床栄養科に改組し、修業年限を2年から3年に変更。
- 2003年 臨床工学専攻科（1年制）が増設される。
- 2004年 臨床栄養科を管理栄養科に改組し、修業年限を3年から4年に変更。高度専門士の称号が授与される。
- 2005年 看護科を保健看護科（統合カリキュラム制）に改組し、修業年限を3年から4年に変更される。高度専門士の称号が授与される。
- 2022年 10月21日開催の学校法人北里研究所理事会で、2024年度より本校臨床検査技士養成科・管理栄養科・保健看護科、2027年度より臨床工学専攻科の学生募集停止することが決議され、12月26日付で公表される。なお、本校の教育資源は同地に開設の北里大学健康科学部（看護学科・医療検査学科）へ改組されることとなった

## 運営主体
- 学校法人北里研究所
- 2008年4月　社団法人北里研究所と学校法人北里学園が法人統合し、学校法人北里研究所となる。

## 学科
- 臨床検査技師養成科（3年制 定員80名） 臨床検査技師養成、大学編入学、臨床工学専攻科進学
- 管理栄養科（4年制 定員80名） 管理栄養士・栄養士養成、大学院へ進学可
- 保健看護科（4年制 定員80名） 看護師・保健師養成、大学院へ進学可
- 臨床工学専攻科（1年制 定員30名） 臨床工学技士養成

## 取得資格
- 専門士称号・臨床検査技師国家試験受験資格＝臨床検査技師養成科
- 高度専門士の称号・管理栄養士国家試験受験資格・栄養士資格＝管理栄養科
- 高度専門士の称号・保健師・看護師国家試験受験資格・養護教諭二種免許状（保健師取得後）＝保健看護科
- 臨床工学技士国家試験受験資格＝臨床工学専攻科

## アクセス

### 道路
- 高速自動車国道
  - 関越自動車道 - 大和パーキングエリア（スマートIC）
- 一般国道
  - 国道17号
  - 国道291号

### 公共交通機関
- JR上越新幹線・上越線浦佐駅下車
  - 南越後観光バス系統4420乗車、「北里学院前」バス停下車
  - 登下校時間に合わせスクールバスも運行されている